# Abba-esque
Abba-esque è un EP del gruppo musicale britannico Erasure, pubblicato nel 1992.
Si tratta di un omaggio al gruppo musicale svedese ABBA.

## Tracce
1. Lay All Your Love on Me (Benny Andersson, Björn Ulvaeus) - 4:45
2. SOS (Stikkan Anderson, B. Andersson, B. Ulvaeus) - 3:49
3. Take a Chance on Me (B. Andersson, B. Ulvaeus) - 3:43
4. Voulez-Vous (B. Andersson, B. Ulvaeus) - 5:35

iTunes Store bonus track
1. Gimme! Gimme! Gimme! – 3:55 (B. Andersson, B. Ulvaeus)

Abba-esque – The Remixes
1. Voulez-Vous (Brain Stem Death Test Mix) (remixed by Fortran 5)
2. Lay All Your Love on Me (No Panties Mix) (remixed by Fortran 5)
3. Take a Chance on Me (Take a Trance on Me Mix) (remixed by Philip Kelsey)
4. SOS (Perimeter Mix) (remixed by Chris & Cosey)